# Aarau (district)
Aarau is een district van het kanton Aargau, dat de agglomeratie Aarau ten zuiden van de Jura omvat. De hoofdplaats is Aarau. Het district omvat 13 gemeenten, heeft een oppervlakte van 104,47 km² en heeft 65.863 inwoners (eind 2004).

## Gemeenten
| Wapenschild    | Gemeentenaam   | Inwoners (31 december 2004) | Oppervlakte (km²) |
| -------------- | -------------- | --------------------------- | ----------------- |
| Aarau          | Aarau          | 15.628                      | 8,94              |
| Biberstein     | Biberstein     | 1233                        | 4,10              |
| Buchs          | Buchs          | 6378                        | 5,36              |
| Densbüren      | Densbüren      | 742                         | 12,52             |
| Erlinsbach     | Erlinsbach     | 3505                        | 9,87              |
| Gränichen      | Gränichen      | 6366                        | 17,21             |
| Hirschthal     | Hirschthal     | 1287                        | 3,53              |
| Küttigen       | Küttigen       | 5109                        | 11,89             |
| Muhen          | Muhen          | 3245                        | 7,03              |
| Oberentfelden  | Oberentfelden  | 7137                        | 7,16              |
| Suhr           | Suhr           | 8991                        | 10,59             |
| Unterentfelden | Unterentfelden | 3481                        | 2,87              |
|                | Totaal (13)    | 66.482                      | 104.47            |

Aarau · Baden · Bremgarten · Brugg · Kulm · Laufenburg · Lenzburg · Muri · Rheinfelden · Zofingen · Zurzach